# HR 7135
Désignations
HR 7135 est une étoile binaire. Malgré sa désignation de Flamsteed de 62 Serpentis, elle se trouve dans la constellation de l'Aigle. Elle est visible à l'œil nu comme un point lumineux sombre et jaune avec une magnitude apparente de 5,57. Le système est situé à ∼ 283 a.l. (∼ 86,8 pc) du Soleil, sur la base de sa parallaxe, et s'éloigne avec une vitesse radiale de 23 km/s.
La découverte de la nature binaire de HR 7135 est attribuée à l'astronome canadien Harry Hemley Plaskett en 1922. C'est une binaire spectroscopique à raies simples avec une période de révolution de 8,2 années et une excentricité de 0,24,. Le composant visible est une étoile géante vieillissante avec un type spectral de G9 III et s'étant étendue à 10,7 fois le rayon du Soleil. C'est un membre du red clump, indiquant qu'elle est sur la branche horizontale et génère de l'énergie via la fusion de l'hélium du noyau. Elle a 3,2 milliards d'années et fait 1,54 fois la masse du Soleil. Elle rayonne 53 fois la luminosité du Soleil à partir de sa photosphère avec une température de 4 666 K. L'étoile a une vitesse de rotation très faible, qui est trop faible pour être mesurée.